# Kamieniec (Leńcze)
Kamieniec – część wsi Leńcze w Polsce, położona w województwie małopolskim, w powiecie wadowickim, w gminie Kalwaria Zebrzydowska.
W latach 1975–1998 Kamieniec położony był w województwie bielskim.